# Abdera (biskupstwo)
Abdera – dawne biskupstwo w rzymskiej prowincji Rhodopeia (diecezja Thraciae).
Należało do metropolii Traianopoli. Nie są znani biskupi z tego okresu. Starożytne miasto Abdera zostało zniszczone przez trzęsienie ziemi w I poł. IV wieku.
Tytularnymi biskupami Abdery byli m.in.:
- Jan Kanty Lenczowski - biskup pomocniczy krakowski w latach 1767-1807.
- Walery Henryk Kamionko - biskup pomocniczy lwowski w latach 1815-1840.
- Józef Ambroży Geritz - biskup pomocniczy warmiński w latach 1840-1842 (w 1842 bp ordynariusz diecezji warmińskiej)